# 禄
禄（ろく）とは、仕官している者に対し、その生活の資として給与された金銭・物資あるいはその代替のこと。

## 概要

### 古代
日本において整備された禄の体系が登場したのは、大宝律令・養老律令において禄令が制定され、貴族・官人への支給が行われて以降のことである。
食封とも称された封戸（位封・職封など）・位禄・季禄が令で定められた基本的な禄である。食封と位禄・季禄はその身分の上下に応じて支給に差があり、封戸はそこから徴収された租の半分と庸調の全部が封主（支給対象者）に与えられ、位禄や季禄は諸国から徴収された庸調を財源として支給対象者に規定の物品が支給される仕組となっていた。
また、位封・位禄は職事・散位を問わず身分（保持する位階）のみに基づいて支給されたため、両者を合わせて封禄（ほうろく）と称した。ただし、広義での封禄には季禄などの他の禄や位田・職田のように田地の形式での支給、資人・事力のように人の形式での支給を含む場合もある。
また、后妃・皇親に対しては、中宮湯沐・東宮雑用料（湯沐の代替）・皇親時服および後宮号禄が支給されており、その支給形態は封戸・位禄・季禄と対応する。その他、令外に支給された禄、もしくは後世に追加された禄として諸司時服・要劇料・月料・馬料・番上粮・公廨稲などがあげられる。
日本の律令制のモデルとなった中国の制度では、上（皇帝）からの恩恵である「賜」と官人としての生活を支える給与である「禄」は分離され、後者は官人としての奉仕に対する反対給付として「給」されるものと理解されていた。ところが、日本では賜と禄の明確な分離はなされずに王権・朝廷に対する奉仕の代償として上（天皇）から与えられる恩恵とみなされ、位封・位禄のように致仕後も支給を停止・削減されずに終身与えられる禄も存在した。また、季禄・位禄を支給される際に天皇への謝意を示すために賜禄儀が伴われるのも日本独自のシステムであった。
位封は慶雲3年（706年）から大同3年（808年）まで一時増額されていたが、財政難とともに元に戻され、10世紀初頭遅くても延長年間には他の封戸とともに令制の3/4に削減されている。また、この時期には季禄なども支給が滞ったり、地方の国衙から集められた穎稲を代替品として支給して補う方法も採られた（禄物価法）。

### 中世
院政期（12世紀）に入ると封戸制度は急速に崩壊し、代わって貴族が土地を私有化する荘園や国司の地位を私物化する知行国制度が成立し、そこから上がる様々な収益をもって収入とするようになる。応保2年（1162年）頃に太政大臣藤原伊通が二条天皇に献じた意見書『大槐秘抄』には、かつての上達部（公卿）は封戸を与えられ、節会などには臨時の禄も支給されていた。だが、今はそれがないため、荘園を持たなければ生活が成り立たないし、同様に知行国の制度があるのも封戸が支給されないからであるとして、荘園整理令を進める朝廷の方針を批判している。その後、源頼朝が鎌倉幕府を開き、配下の御家人との間で御恩と奉公の関係を結び、御恩の中核として所領安堵や新恩給与の形で土地の知行をあてがい（宛行・充行）、そこからの収益を給与とする仕組を確立させた。こうした武家社会の動きは貴族にも影響を与え、文永年間（1270年前後）に元太政大臣であった徳大寺実基が後嵯峨院に充てた奏状では、荘園を貴族にとっての給与とみなし、その保護こそが朝廷が廷臣に与えられる最大の「朝恩（天子の恩恵）」である主張した。こうして、配下に土地の知行を保障し、そこからの収益を給与として上の者に仕えるというあり方が中世において確立されることになった。

### 近世
日本全国の土地が幕藩体制の支配下に入る近世になると、俸禄として将軍から大名および旗本・御家人、あるいは大名からその家臣に対し、石高制に基づいて土地あるいは蔵米（金銀で代替される場合もある）の形での知行が与えられるようになる。後者の場合、名目上の知行高が認められて石高に免（年貢率）を掛けた額を藩から蔵米の形で支給される蔵米知行と実際の手取額のみが明示される蔵米取が存在し、両者を合わせて俸禄制（ほうろくせい）とも称する。もっとも、大名の家臣で土地を知行する地方知行が許されたのは上級家臣が多く、大名の土地支配の強化（蔵入地の拡大）に伴って蔵米を知行する蔵米知行へと切り替えられ、更に借上などの措置が採られる場合もあった。なお、江戸幕府の旗本・御家人の場合には地方知行と蔵米取の2種類からなる支給体系となっていた。
17世紀中期以降、武士階層の官僚化とともに、俸禄制への切り替えも進展していったが、その反面、中世の間に所領（知行）を持たない者は庶子・郎党・武家奉公人など一人前の武士ではない者とする意識が定着しており、地方知行から俸禄制への移行には必ずしも順調とは言えなかった。
実際に知行に多少の余裕があった江戸幕府の場合には、俸禄制移行の流れに逆行して、地方直（じかたなおし）を行って蔵米取から地方知行に切り替えるという措置を採ることもあった。
明治維新後、禄の問題は国家的なものとなった。維新の功績者に対しては賞典禄と呼ばれる禄が新たに支給されたが、これらが政府財政を圧迫することは明らかであった。版籍奉還の直後である明治2年6月25日、旧藩主である知藩事に対して現石高の10％を家禄とするとともに、旧家臣団の家禄について適宜改革を行うよう指令が下った。明治4年の廃藩置県後、政府は各地の家禄を掌握する政策を続いて行い、明治6年12月27日に家禄の国への奉還と、禄に対する家禄税の開始を布告した。明治9年（1876年）8月25日、禄を廃止して金禄公債を対象者に渡す、「金禄公債証書発行条例」の発令によって禄制度は全廃された（秩禄処分）。しかしこれら禄制改革の混乱で、不当に禄の支払いを差し止められたと訴える士族や旧卒族が多数存在し、秩禄処分の撤回を求めて運動を行った。この運動の結果、明治30年 (1897年)10月29日に家禄賞典禄処分法が成立し、秩禄処分が正当であるということが宣言される一方で、正当な支払いを受けなかった者に対して補償の道が開かれることとなった。しかし請求が増加することを危惧した大蔵省は、家禄賞典禄処分法施行法の制定によって支払対象者を限定する動きに出た。このため復禄申請を行った訴えの大半が却下されたが、その後も訴えの審理は継続された。昭和23年（1948年）に家禄賞典禄処分法は廃止され、秩禄処分はこの時点で完全に終了した。